# Pro Bowl 2001
Match précédent Match suivant
Le AFC-NFC Pro Bowl 2001 est le Match des étoiles de football américain de la National Football League pour la saison 2000. Il se joue au Aloha Stadium d'Honolulu le 4 février 2001 entre les meilleurs joueurs des deux conférences de la NFL, la National Football Conference et l'American Football Conference. La rencontre est remportée sur le score de 38 à 17 par l'équipe représentant la American Football Conference.

## Équipe de l'AFC
C'est Jon Gruden, entraîneur principal des Raiders d'Oakland qui dirigera l'équipe de l'AFC.

### Attaque
| Position         | Titulaires                                                                       | Réserves                                                                                              |
| ---------------- | -------------------------------------------------------------------------------- | --- |
| Quarterback      | 12 Rich Gannon, Raiders                                                          | 18 Peyton Manning, Colts 14 Brian Griese, Broncos b 9 Steve McNair, Titans b 18 Elvis Grbac, Chiefs a |
| Running back     | 32 Edgerrin James, Colts                                                         | 27 Eddie George, Titans 28 Corey Dillon, Bengals                                                      |
| Fullback         | 20 Richie Anderson, Jets                                                         | |
| Wide receiver    | 88 Marvin Harrison, Colts 80 Eric Moulds, Bills                                  | 82 Jimmy Smith, Jaguars 80 Rod Smith, Broncos                                                         |
| Tight end        | 88 Tony Gonzalez, Chiefs                                                         | 89 Frank Wycheck, Titans                                                                              |
| Offensive tackle | 71 Tony Boselli, Jaguars b 72 Brad Hopkins, Titans c 75 Jonathan Ogden, Ravens   | 72 Lincoln Kennedy, Raiders a                                                                         |
| Offensive guard  | 79 Ruben Brown, Bills 74 Bruce Matthews, Titans b 76 Steve Wisniewski, Raiders c | 68 Will Shields, Chiefs a                                                                             |
| Center           | 68 Kevin Mawae, Jets                                                             | 66 Tom Nalen, Broncos b 61 Tim Ruddy, Dolphins a                                                      |

### Défense
| Position           | Titulaires                                             | Réserves                                      |
| ------------------ | ------------------------------------------------------ | --------------------------------------------- |
| Defensive end      | 93 Trace Armstrong, Dolphins 99 Jason Taylor, Dolphins | 90 Jevon Kearse, Titans                       |
| Defensive tackle   | 95 Sam Adams, Ravens 93 Trevor Pryce, Broncos          | 92 Ted Washington, Bills                      |
| Outside linebacker | 57 Mo Lewis, Jets 55 Junior Seau, Chargers             | 92 Jason Gildon, Steelers                     |
| Inside linebacker  | 52 Ray Lewis, Ravens                                   | 56 Sam Cowart, Bills 54 Zach Thomas, Dolphins |
| Cornerback         | 29 Sam Madison, Dolphins 21 Samari Rolle, Titans       | 24 Charles Woodson, Raiders                   |
| Free safety        | 26 Rod Woodson, Ravens                                 | 31 Brock Marion, Dolphins                     |
| Strong safety      | 23 Blaine Bishop, Titans                               |                                               |

### Équipes spéciales
| Position            | Titulaires                 | Réserves |
| ------------------- | -------------------------- | -------- |
| Punter              | 2 Darren Bennett, Chargers |          |
| Placekicker         | 3 Matt Stover, Ravens      |          |
| Kick returner       | 85 Derrick Mason, Titans   |          |
| Special teamer (en) | 53 Larry Izzo, Dolphins    |          |

## Equipe de la NFC
C'est Dennis Green, entraîneur principal des Vikings du Minnesota qui dirigera l'équipe de l'NFC.

### Attaque
| Position         | Titulaires                                                                                        | Réserves                                                                            |
| ---------------- | ------------------------------------------------------------------------------------------------- | ----------------------------------------------------------------------------------- |
| Quarterback      | 11 Daunte Culpepper, Vikings                                                                      | 5 Jeff Garcia, 49ers 13 Kurt Warner, Rams b 5 Donovan McNabb, Eagles a              |
| Running back     | 28 Marshall Faulk, Rams b 25 Charlie Garner, 49ers c                                              | 26 Robert Smith, Vikings b 48 Stephen Davis, Redskins a 28 Warrick Dunn, Buccaneers |
| Fullback         | 40 Mike Alstott, Buccaneers                                                                       |                                                                                     |
| Wide receiver    | 80 Isaac Bruce, Rams b 84 Randy Moss, Vikings b 80 Cris Carter, Vikings c 81 Terrell Owens, 49ers | 87 Joe Horn, Saints a 88 Torry Holt, Rams a                                         |
| Tight end        | 89 Chad Lewis, Eagles                                                                             | 80 Stephen Alexander, Redskins                                                      |
| Offensive tackle | 76 Orlando Pace, Rams 77 Willie Roaf, Saints                                                      | 77 Korey Stringer, Vikings                                                          |
| Offensive guard  | 73 Larry Allen, Cowboys 64 Randall McDaniel, Buccaneers                                           | 65 Ron Stone, Giants                                                                |
| Center           | 62 Jeff Christy, Buccaneers                                                                       | 78 Matt Birk, Vikings                                                               |

### Défense
| Position           | Titulaires                                               | Réserves                                          |
| ------------------ | -------------------------------------------------------- | ------------------------------------------------- |
| Defensive end      | 53 Hugh Douglas, Eagles 94 Joe Johnson, Saints           | 99 Marco Coleman, Redskins                        |
| Defensive tackle   | 97 La'Roi Glover, Saints 99 Warren Sapp, Buccaneers      | 94 Luther Elliss, Lions                           |
| Outside linebacker | 98 Jessie Armstead, Giants 55 Derrick Brooks, Buccaneers | 59 Keith Mitchell, Saints                         |
| Inside linebacker  | 57 Stephen Boyd, Lions b 54 Jeremiah Trotter, Eagles c   | 54 Brian Urlacher, Bears a 55 Mark Fields, Saints |
| Cornerback         | 24 Champ Bailey, Redskins 23 Troy Vincent, Eagles        | 21 Donnie Abraham, Buccaneers                     |
| Free safety        | 42 Darren Sharper, Packers                               |                                                   |
| Strong safety      | 24 Robert Griffith, Vikings                              | 47 John Lynch, Buccaneers                         |

### Équipes spéciales
| Position            | Titulaires                     | Réserves |
| ------------------- | ------------------------------ | -------- |
| Punter              | 10 Scott Player, Cardinals     |          |
| Placekicker         | 7 Martin Gramatica, Buccaneers |          |
| Kick returner       | 80 Desmond Howard, Lions       |          |
| Special teamer (en) | 24 Michael Bates, Panthers     |          |

## Sélections par équipe
| Équipe AFC                         | Sélections | Équipe NFC                    | Sélections |
| ---------------------------------- | ---------- | ----------------------------- | ---------- |
| Titans du Tennessee                | 9          | Buccaneers de Tampa Bay       | 9          |
| Dolphins de Miami                  | 7          | Vikings du Minnesota          | 8          |
| Ravens de Baltimore                | 5          | Saints de La Nouvelle-Orléans | 6          |
| Raiders d'Oakland                  | 4          | Eagles de Philadelphie        | 5          |
| Broncos de Denver                  | 4          | Rams de Saint-Louis           | 5          |
| Bills de Buffalo                   | 4          | Redskins de Washington        | 5          |
| Colts d'Indianapolis               | 3          | Lions de Détroit              | 3          |
| Jets de New York                   | 3          | 49ers de San Francisco        | 3          |
| Chiefs de Kansas City              | 3          | Giants de New York            | 2          |
| Jaguars de Jacksonville            | 2          | Packers de Green Bay          | 1          |
| Chargers de San Diego              | 2          | Panthers de la Caroline       | 1          |
| Steelers de Pittsburgh             | 1          | Cowboys de Dallas             | 1          |
| Bengals de Cincinnati              | 1          | Bears de Chicago              | 1          |
| Seahawks de Seattle                | 0          | Cardinals de l'Arizona        | 1          |
| Patriots de la Nouvelle-Angleterre | 0          | Falcons d'Atlanta             | 0          |
| Browns de Cleveland                | 0          |                               |            |

Notes :
a Remplacé en sélection à la suite d'une blessure ou désistement
b Joueur blessé; sélectionné mais n'a pas joué
c Titulaire remplacé; sélectionné comme réserve